# Mateus Sampaio
Mateus Sampaio é uma aldeia de São Tomé e Príncipe, localiza-se no Distrito de Caué, ilha de São Tomé, próxima às localidades de Vila Clotilde e de Nunes de Oliveiro.